# Triporula stellata
Triporula stellata är en mossdjursart som först beskrevs av Smitt 1873.  Triporula stellata ingår i släktet Triporula och familjen Exechonellidae.
Artens utbredningsområde är Mexikanska golfen. Inga underarter finns listade i Catalogue of Life.